# المسيحية في ساو تومي وبرينسيب

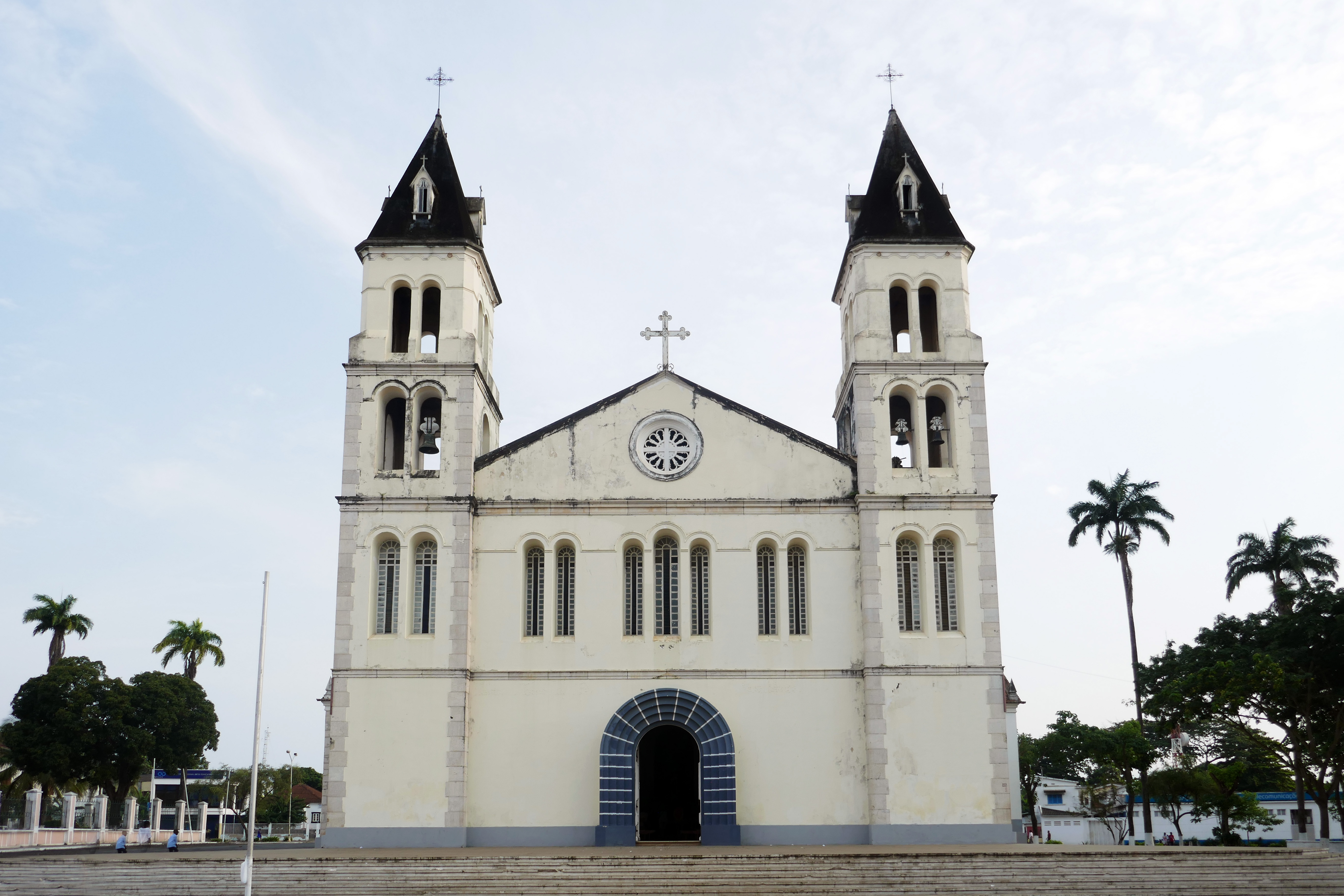
كاتدرائية دي نوسا سنهورا دا غراسا ساو تومي في مدينة ساو تومي.

المسيحية في ساو تومي وبرينسيب هي الديانة السائدة والمهيمنة، إذ وفقًا لإحصائية مركز بيو للأبحاث سنة 2010 حوالي 82.1% من سكان ساو تومي وبرينسيب هم مسيحيين. حوالي 71.9% من السكان من أتباع الكنيسة الرومانية الكاثوليكية، حوالي 10.2% من أتباع الطوائف المسيحية الأخرى، وهناك أيضا أقلية بروتستانتية كبيرة ينتمي معظمهم إلى مذهب الأدفنتست وإلى المذهب الإنجيلي. يعود الوجود الكاثوليكي في البلاد إلى إرث الإستعمار البرتغالي وما تلاها من قدوم للبعثات الكاثوليكية المختلفة للتبشير بين السكان.

## تاريخ

### الحقبة الاستعمارية

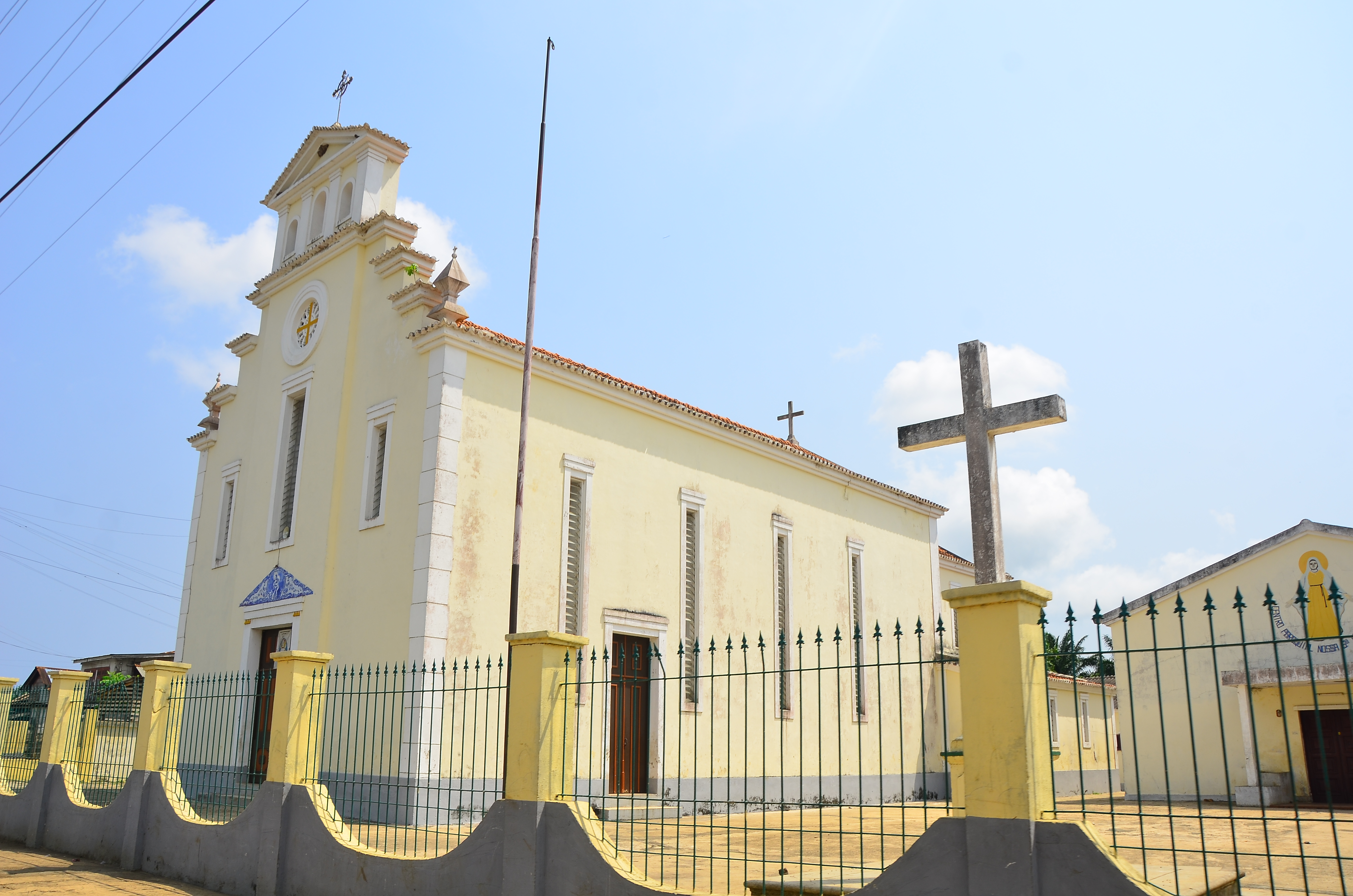
كنيسة سيدة غوادالوبي في مقاطعة لوبانا.

اكتشف البرتغاليون جزر ساو تومي وبرينسيب حوالي عام 1471، ووصل المبشرون الكاثوليك بسرعة لتبشير المنطقة. تأسست الأبرشية الكاثوليكية في 3 نوفمبر من عام 1534 كأبرشية تومي وتبعت متروبوليت أبرشية فونشال في البرتغال. في عام 1535، أصبحت جزيرة ساو تومي مقراً لأبرشيتها الخاصة، وفُصلت عن أبرشية ماديرا، وامتدت الولاية القضائية والروحية إلى الكونغو وأنغولا، مما زاد من توسع الإيمان الكاثوليكي في المنطقة. وتضمنت الأبرشية المناطق البرتغالية المسيطرة أو المسيحية في أفريقيا الجنوبية وصولًا إلى جنوب أفريقيا الحالية وموزامبيق. في 20 مايو من عام 1596، فقدت أراضيها لصالح أبرشية ساو سلفادور دو كونغو في أنغولا الحالية والتي أصبحت الآن تعرف باسم أبرشية لواندا. في عام 1597، ضمت البلاد على كاتدرائية وسبع رعايا، وكان في جزيرة برينسيب كنيسة واحدة.
في 21 يناير من عام 1612، أصبحت جميع المناطق الساحلية الشرقية جزء من أبرشية مابوتو الرومانية الكاثوليكية في موزمبيق. وضمت الأبرشية في وقت من الأوقات على مدينة كيب تاون، حتى سيطرة الهولنديين في منتصف القرن السابع عشر، وفي 8 يونيو من عام 1818 انفصل جزء من الأبرشية وأصبحت تتبع النيابة الرسولية لرأس الرجاء الصالح والتي أصبحت تُعرف الآن باسم أبرشية بورت إليزابيث الرومانية الكاثوليكية. وفي 22 يناير من عام 1842، أصبحت أجزاء من الأبرشية المتواجدة على الساحل الغابوني، جزء من النيابة الرسولية لغينيا وسينيجامبيا والتي أصبحت لاحقاً أبرشية ليبرفيل الرومانية الكاثوليكية. وفي عام 1924 تمت إعادة تسمية الأبرشية باسم أبرشية ساو تومي. وفي وقت لاحق في عام 1957 تم تغيير اسمها إلى اسمها الحالي لأبرشية ساو تومي وبرينسيب.

### الوضع الحالي

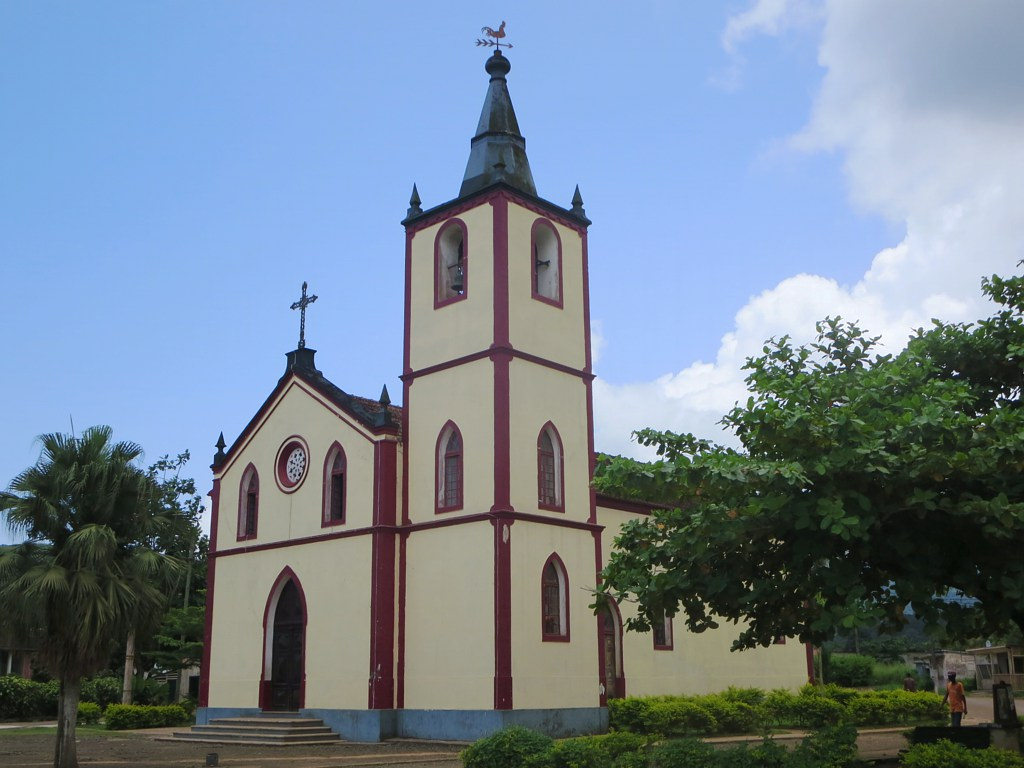
كنيسة سيدة السبحة الوردية في سان أنطونيو.

غالبية السكان من أصول أفريقية ومختلطة، ويدين معظمهم بالمسيحية الكاثوليكية. ويظهر الإرث البرتغالي والكاثوليكي جلياً في ثقافة وعادات وتقاليد البلاد، فثقافة ساو تومي وبرينسيب هي عبارة عن خليطٍ ثقافي ظهر نتيجة ما تأثرت به الجزيرتان من التدامج الحاصل للتأثيرات الأوروبية والأفريقية. نتيجة لهذا المزيج من الثقافات، يلتزم العديد من الكاثوليك بعناية بالطقوس الكاثوليكية مثل المعمودية والجنازات، لكن لا يوجد نفس الالتزام بالنسبة للأسرار المقدسة الأخرى. كما يتم تنظيم الأعياد الدينية تكريماً لرعاة المدن والأبرشيات ويُسافر الناس للمشاركة في هذه الاحتفالات.
وفقًا لإحصائية مركز بيو للأبحاث سنة 2010 حوالي 82.1% من سكان ساو تومي وبرينسيب هم مسيحيين. وحوالي 71.9% من السكان من أتباع الكنيسة الرومانية الكاثوليكية، وحوالي 10.2% من أتباع الطوائف المسيحية الأخرى. يتكون البلد يتكون من أبرشية واحدة، وهي أبرشية ساو تومي وبرينسيبي الرومانية الكاثوليكية، وتعد مقر الأبرشية كاتدرائية دي نوسا سنهورا دا غراسا ساو تومي في مدينة ساو تومي. ويرأس الأبرشية مانويل أنطونيو مينديز دوس سانتوس منذ عام 2006. والكنيسة الكاثوليكية المحليَّة هي عضو في المؤتمر الأسقفي في أنغولا وساو تومي. نمت البروتستانتية بشكل كبير في السنوات الأخيرة بسبب الأنشطة التبشيرية، بالإضافة إلى تزايد أعداد المسلمين، بسبب دخول المهاجرين غير الشرعيين من البلدان المجاورة مثل نيجيريا والكاميرون. على الرغم من التأثير الثقافي الكبير للعادات الكاثوليكية على المجتمع، فإن العيد الديني الوطني الوحيد في ساو تومي وبرينسيبي هو عيد الميلاد.
في 3 نوفمبر من عام 2019، احتفلت أبرشية ساو تومي وبرينسيب بمرور 485 عاماً على وجودها، وقامت جميع الرعايا في الإقليم بأنشطة مختلفة، انتهت بقداس شكر في كاتدرائية ساو تومي. تُميل كنيسة ساو تومي وبرينسيب الرومانية الكاثوليكية أيضاً إلى أن تكون ديناميكية، وتنشط بشكل كبير بين الشباب الكاثوليكي.